# Orthosia ellemanniae
Orthosia ellemanniae är en oleanderväxtart som först beskrevs av Morillo, och fick sitt nu gällande namn av Liede och Meve. Orthosia ellemanniae ingår i släktet Orthosia och familjen oleanderväxter. Inga underarter finns listade i Catalogue of Life.